# 1 de febrer
El primer de febrer és el trenta-dosè dia de l'any del calendari gregorià. Queden 333 dies per finalitzar l'any i 334 en els anys de traspàs.

## Esdeveniments
Països Catalans
- 1837 - València: es comença a publicar el diari El Mole, fundat per Josep Maria Bonilla, primer periòdic en valencià.[2]
- 1871 - Barcelona: es publica el primer número de la revista La Renaixença.[3]
- 1881 - Barcelona: surt el primer número de la història del diari La Vanguardia.[4]
- 1900 - Barcelona: S'exposen per primera vegada obres del pintor malagueny Pablo Ruiz Picasso. L'exposició es fa als Quatre Gats i l'organitza el cercle artístic dirigit per Santiago Rusiñol i Ramon Casas.[5]
- 1906 - Barcelona: S'acaba d'imprimir el poemari Els fruits saborosos, de Josep Carner.[6]
- 1976 - Barcelona: manifestació per l'amnistia convocada al "Salón Victor Pradera" (actual Passeig Lluís Companys) què s'havia intentat, sense èxit, fos autoritzada pel Governador Civil, Sanchez Teran, mitjançant petició realitzada per la Federació d'Associacions de Veïns de Barcelona. Al Passeig de Sant Joan es congreguen un gran nombre de manifestants què són dissolts contundentment per la policia armada. Les manifestacions i els "salts" s'acaben estenent per tot el centre de Barcelona durant tot el matí. L'Assemblea de Catalunya demostra la seva capacitat de mobilització. En anys posteriors l'aleshores Governador Civil de Barcelona declara que podien haver-se manifestat aquell dia d'entre 30 i 35.000 persones.
- 1984 - Mequinensa (el Baix Cinca): un grup de batlles signen la Declaració de Mequinensa, un document en què reconeixen que la llengua catalana, parlada a la Franja de Ponent, pertany al patrimoni cultural de l'Aragó.[7]
- 2008 - Pau Gasol traspassat de Memphis a Los Angeles Lakers a canvi de Kwame Brown, Javaris Crittenton, dues rondes dels Draft del 2008 i 2010 i els drets sobre el seu germà Marc Gasol.
- 2014 - Entra en funcionament l'Institut Cartogràfic i Geològic de Catalunya, que integra l'Institut Cartogràfic de Catalunya i l'Institut Geològic de Catalunya, els quals queden suprimits.[8]

Resta del món
- 1151 - Andenne (actualment a Bèlgica) - Batalla d'Andenne entre el principat de Lieja i el comtat de Namur.[9]
- 1717 - Regne de Polònia i Lituània: en el Silenci del Sejm s'acaba amb les pretensions d'August II de Polònia d'establir al seu regne una monarquia absoluta i inicia l'augment de la influència russa al país. En aquest esdeveniment l'exèrcit rus va ocupar el Parlament i va fer aprovar la concòrdia establerta pel tsar Pere I de Rússia.
- 1891 - Espanya: foren celebrades les eleccions generals espanyoles, que vencé per majoria el Partit Conservador, dirigit per Antonio Cánovas del Castillo.[10]
- 1917 - Alemanya declara la Guerra submarina a ultrança, sense restriccions ni previ avís.[11]
- 1924 - Albània: Shefqet Verlaci n'esdevé primer ministre.[12]
- 1952 - Enrico Baj i Sergio Dangelo publiquen a Milà el manifest de la «pintura nuclear».
- 1964 - Hasbro presentà la línia de joguets G.I. Joe a l'International Toy Center de Manhattan
- 1979 - Teheran (l'Iran): l'aiatol·là Ruhol·lah Khomeini hi arriba procedent de París, on vivia exiliat.
- 2003 - Texas (EUA): el transbordador espacial Columbia, amb set tripulants a bord, es desintegra en entrar a l'atmosfera minuts abans d'aterrar.[13]
- 2021 - Myanmar: Es produeix un cop d'estat que aparta a Aung San Suu Kyi del poder i restableix el règim militar.[14]

## Naixements
Països Catalans
- 1851 - Corbera d'Ebre, Terra Alta: Jaume Ferran i Clua, inventor d'un vaccí contra el còlera.
- 1873 - Figueres, Alt Empordà: Josep Pous i Pagès, escriptor català.
- 1911 - Barcelona: Rosa Ricart i Ribera, bibliotecària catalana (m. 2005).[15]
- 1917
  - Barcelona, Barcelonès: José Luis Sampedro, escriptor, humanista i economista espanyol.
  - Vallibona, els Ports: Florencio Pla Meseguer, la Pastora, maqui valencià (m. 2004).[16]
- 1918 - Tarragona, Tarragonès: Montserrat Abelló i Soler, poetessa i traductora catalana.[17]
- 1919 - Barcelona, Barcelonès: Alexandre Olivar i Daydí, religiós patròleg, liturgista i bibliògraf català, monjo de Montserrat i acadèmic de l'Acadèmia de Bones Lletres de Barcelona.
- 1931 - Barcelona: Maria Lluïsa Borràs, doctora en Història de l'Art, escriptora, crítica i comissària d'exposicions (m. 2010).[18]
- 1936 - Sabadellː Aureli Argemí i Roca, teòleg i activista polític català (m. 2024).
- 1952 - Montuïri: Joana Maria Palou Sampol, historiadora de l'art i directora del Museu de Mallorca (2002-2017).[19]
- 1953 - Barcelona: Mariona Masferrer i Ordis, llicenciada en psicologia i escriptora.[20]
- 1958 - Palma: Imma Mayol i Beltran, política, regidora i diputada parlamentària.[21]
- 1964 - Terrassa, Vallès Occidental: Mercè Paloma i Sánchez, dissenyadora de vestuari i figurinista.[22]

Resta del món
- 1674 - París (França): Jean-Baptiste du Halde, jesuïta francès, historiador especialitzat en la Xina. (m. 1743).
- 1775 - Hamburg: Anton Ludwig Heinrich Ohmann, cantant, director d'orquestra, violinista i compositor alemany.
- 1872 - Southwick, Sussex, Anglaterra: Clara Butt, cèlebre contralt britànica (m. 1936).[23]
- 1881 - Russe, Bulgària: Dimitrana Ivanova, reformista educativa, sufragista i activista dels drets de les dones (m. 1960).[24]
- 1882 - Úvaly, Bohèmia: Marie Majerová, escriptora txeca (m. 1967).[25]
- 1890 - París: Germaine Lubin, soprano dramàtica francesa (m. 1979).[26]
- 1892 - Damasc: Badia Masabni, ballarina de dansa del ventre, pionera de la dansa del ventre moderna actual (m.1974).
- 1894 - Cape Elizabeth, EUA: John Ford, director i productor cinematogràfic estatunidenc.
- 1905 - Tívoli, Regne d'Itàlia: Emilio Gino Segrè, físic italià.
- 1918 - Edimburg: Muriel Spark, novel·lista escocesa (m. 2006).[27]
- 1921 - Gènova: Teresa Mattei, política i activista feminista italiana. Membre de la comissió que redactà la Constitució Italiana (m. 2013).[28]
- 1922 - Pesaro, Regne d'Itàlia: Renata Tebaldi, soprano italiana (m. 2004).[29]
- 1926 - Nova York: Vivian Maier, fotògrafa nord-americana (m. 2009).[30]
- 1930 - Villa Sarmiento, Ramos Mejía, Buenos Aires: María Elena Walsh, poetessa i música argentina (m. 2011).[31]
- 1939 - Moscouː Iekaterina Maksímova, ballarina russa de fama internacional (m. 2009).[32]
- 1942 - Colwyn Bay, Gal·les, Regne Unit: Terry Jones, actor, director i escriptor gal·lès, un dels membres del grup Monty Python (m. 2020).
- 1952 - Nova York, EUA: Roger Yonchien Tsien, bioquímic estatunidenc.
- 1965 - Mònaco: Estefania de Mònaco, princesa, 11a en la línia de successió al tron monegasc, ha estat cantant, dissenyadora i model.[33]
- 1968 - Memphis: Lisa Marie Presley, actriu i cantant nord-americana (m. 2023).
- 1972 - Monròvia, Libèria: Leymah Gbowee, activista liberiana, Premi Nobel de la Pau el 2011.[34]
- 1973 - Zwolle, Països Baixos: Yuri Landman, lutier neerlandès.
- 1976 - Reykjavík: Katrín Jakobsdóttir, política islandesa, primera ministra d'Islàndia des de 2017.[35]
- 1977 - Como, Itàlia: Gianluca Zambrotta, futbolista italià.
- 1985 - El Caire, Egipte: Asmaa Mahfouz, activista política egípcia.[36]

## Necrològiques
Països Catalans
- 1900 - Vic: Mercè Font i Codina, poetessa vigatana de la Renaixença (n. 1867).[37]
- 1946 - Milà: Josep Palet i Bartomeu, tenor català (n. 1877).
- 1978 - Barcelona: Domènec Guansé i Salesas, periodista, novel·lista i traductor català.
- 1995 - Mataró: Jaume Perich, humorista gràfic català (n. 1941).
- 2004 - Molins de Rei, Baix Llobregat: Josep Maria Madorell i Muntané, ninotaire català.
- 2007 - Barcelona: Delfí Abella Gibert, membre dels Setze Jutges i psiquiatre català (n. 1925).
- 2017 - Perpinyà: Pere Verdaguer i Juanola, escriptor rossellonès (n. 1929).

Resta del món
- 1694 - Lieja, Principat de Lieja: Joan Lluís d'Elderen, príncep-bisbe del principat de Lieja de 1688 a 1694.
- 1754 - Westham, Essex: Elizabeth Tollet, poeta matemàtica i erudita britànica (n. 1694).[38]
- 1818 - Crema (Llombardia, Itàlia): Giuseppe Gazzaniga, compositor italià (n. 1743).
- 1824 - Viena, Àustria: Maria Theresia Paradies (o von Paradis) pianista, cantant i compositora austríaca (n. 1759).[39]
- 1851 - Londres, Anglaterra: Mary Shelley, novel·lista anglesa, autora de Frankenstein.[40]
- 1873 - Madrid: Gertrudis Gómez de Avellaneda, escriptora del Romanticisme espanyol, nascuda a Cuba (n. 1814).[41]
- 1885: Henri Dupuy de Lôme, brillant enginyer naval francès.
- 1886 - Lons-le-Saunier, Departament del Jura, França: Rouget de Lisle, compositor, autor de la Marsellesa, himne nacional de França.
- 1920 - Bobigny: Rigolboche, ballarina francesa a qui s'atribueix la popularització del cancan (n. 1842).[42]
- 1932 - El Salvador: Farabundo Martí, líder popular salvadorenc, mort afusellat.
- 1954 - Londres: Rosa Schapire, historiadora de l'art i col·leccionista alemanya (n. 1874).[43]
- 1958 - Charlottesville, Virgínia: Clinton Joseph Davisson físic estatunidenc, guardonat l'any 1937 amb el Premi Nobel de Física.
- 1976:
  - Múnic, Alemanya: Werner Heisenberg, físic alemany, Premi Nobel de Física de 1932 (n. 1901).
  - Rochester, Nova York (EUA): George Hoyt Whipple, metge nord-americà, Premi Nobel de Medicina o Fisiologia de l'any 1934 (n. 1878).
- 1979 - Istanbul, Turquia: Abdi İpekçi, periodista turc assassinat per Mehmet Ali Ağca.
- 1986 - Estocolm (Suècia): Alva Myrdal, política i escriptora sueca, Premi Nobel de la Pau de l'any 1982 (n. 1902).[44]
- 1989 - Southampton: Elaine de Kooning, pintora estatunidenca expressionista abstracta i crítica d'art (n. 1918).[45]
- 2002 - Berlín: Hildegard Knef, actriu alemanya, dobladora, cantant (n.1925).[46]
- 2012 - Cracòvia (Polònia): Wisława Szymborska, poeta polonesa, Premi Nobel de Literatura de l'any 1996 (n. 1923).[47]
- 2014 - Innsbruck: Maximilian Schell, actor de cinema, guanyador de l'Òscar.
- 2015 - Colònia (Alemanya): Udo Lattek, jugador i entrenador de futbol alemany, que va entrenar el Futbol Club Barcelona.[48]
- 2019 - Berlín: Ursula Karusseit, actriu alemanya (n. 1939).[49]

## Festes i commemoracions
- Nit de les Caixes a Bocairent (La Vall d'Albaida), inici de les festes de Moros i Cristians a sant Blai.
- Onomàstica: sants Cecili de Granada, bisbe; Pau de Tricastin, bisbe; Brígida de Kildare, Sever de Ravenna, bisbe; Agripà del Velai, bisbe; Sigebert III, rei d'Austràsia; Ramon de Fitero, abat i fundador de l'Orde de Calatrava (actualment, el 15 de març); beates Maria-Anna Vaillot i Otília Baumgarten.